# IEEE 802.11f
Der Standard IEEE 802.11f des Institute of Electrical and Electronics Engineers (IEEE) ist eine im Juni 2003 verabschiedete Erweiterung des Wireless-LAN-Standards IEEE 802.11. Er sieht Verfahren für das Roaming von Clients zwischen verschiedenen Access Points nach dem Inter Access Point Protocol (IAPP) vor.
Mittels IEEE 802.11f wurde es möglich, innerhalb eines großen drahtlosen Netzwerkes seinen Standort über die Reichweite eines einzelnen Access Points hinaus zu verändern. Roaming bedeutet in diesem Zusammenhang, dass die Netzwerkverbindung ohne Abbruch von einem Access Point auf den anderen übergeht.
Der übernehmende Access Point informiert dabei den ehemals bedienenden Access Point (sog. Handover Request), welcher daraufhin den Client aus seiner Stationstabelle löscht. Der neue Access Point übermittelt diese Information mit der Quell-MAC-Adresse des Clients, sodass im LAN vorhandene Switches den neuen Leitweg erfahren und ihre Zuordnungstabelle aktualisieren können.
Der Standard wurde 2006 zurückgezogen und 2008 durch die Norm IEEE 802.11r (Fast Handover: Erweiterung für VoiP) ersetzt.
2012 wurde 802.11r schließlich mit neun ähnlich gelagerten Erweiterungen zusammengefasst und bildet seitdem einen Teil des Standards IEEE 802.11-2012.